# Artem Smoljakov
Artem Hennadijovyč Smoljakov (in ucraino Артем Геннадійович Смоляков?; trasl. angl. Artem Smolyakov; Baranivka, 29 maggio 2003) è un calciatore ucraino, difensore del Los Angeles FC.

## Carriera

### Club
Cresciuto nel settore giovanile del Dnipro, nell'agosto del 2020 ha firmato un contratto con l'Inhulec' ed il 28 novembre 2021 ha debuttato in prima squadra nell'incontro di prima divisione ucraina perso 1-0 contro lo Šachtar. La stagione successiva ha conquistato un posto da titolare ed il 19 ottobre 2022 ha segnato i suoi primi gol mettendo a segno una doppietta nella trasferta pareggiata 2-2 contro il Dnipro-1. Il 21 luglio 2023 è stato acquistato dal Polіssja Žytomyr, con cui ha disputato due stagioni in prima divisione, per un totale di 28 presenze e 2 reti in incontri di campionato.
Il 14 febbraio 2025 ha firmato un contratto triennale con il Los Angeles FC, club della MLS.

### Nazionale
Ha giocato con la nazionale giovanile ucraina Under-21.

## Statistiche

### Presenze e reti nei club
Statistiche aggiornate al 7 giugno 2025.
| Stagione                | Squadra                 | Campionato              | Campionato | Campionato | Coppe nazionali | Coppe nazionali | Coppe nazionali | Coppe continentali | Coppe continentali | Coppe continentali | Altre coppe | Altre coppe | Altre coppe | Totale | Totale | Totale |
| Stagione                | Squadra                 | Comp                    | Pres       | Reti       | Comp            | Pres            | Reti            | Comp               | Pres               | Reti               | Comp        | Pres        | Reti        | Pres   | Reti   |        |
| ----------------------- | ----------------------- | ----------------------- | ---------- | ---------- | --------------- | --------------- | --------------- | ------------------ | ------------------ | ------------------ | ----------- | ----------- | ----------- | ------ | ------ | ------ |
| 2021-2022               | Inhulec'                | PL                      | 2          | 0          | CU              | 0               | 0               | -                  | -                  | -                  | -           | -           | -           | 2      | 0      |        |
| 2022-2023               | Inhulec'                | PL                      | 28+2       | 2+0        | -               | -               | -               | -                  | -                  | -                  | -           | -           | -           | 30     | 2      |        |
| Totale Inhulec'         | Totale Inhulec'         | Totale Inhulec'         | 32         | 2          |                 | 0               | 0               |                    | -                  | -                  |             | -           | -           | 32     | 2      |        |
| 2023-2024               | Polіssja Žytomyr        | PL                      | 21         | 1          | CU              | 3               | 0               | -                  | -                  | -                  | -           | -           | -           | 24     | 1      |        |
| 2024-2025               | Polіssja Žytomyr        | PL                      | 17         | 1          | CU              | 1               | 0               | UECL               | 1                  | 0                  | -           | -           | -           | 19     | 1      |        |
| Totale Polіssja Žytomyr | Totale Polіssja Žytomyr | Totale Polіssja Žytomyr | 38         | 2          |                 | 4               | 0               |                    | 1                  | 0                  |             | -           | -           | 43     | 2      |        |
| 2025                    | Los Angeles FC          | MLS                     | 8          | 1          | USCup           | 0               | 0               | CCC                | 0                  | 0                  | LC          | 0           | 0           | 8      | 1      |        |
| Totale carriera         | Totale carriera         | Totale carriera         | 78         | 5          |                 | 4               | 0               |                    | 1                  | 0                  |             | -           | -           | 83     | 5      |        |